# Laba
Pour l’article ayant un titre homophone, voir Là-bas.
La Laba est une rivière de Russie méridionale, prenant sa source dans le Grand Caucase et se jetant dans le Kouban près de la ville d'Oust-Labinsk.

## Cours
La Laba est constituée par la confluence de deux bras prenant tous deux leur source dans le Grand Caucase, à l'ouest de l'Elbrouz et près de l'Abkhazie : la Grande Laba (Bolchaïa Laba) et la Petite Laba (Malaïa Laba). Mesurée à partir de la confluence de la Petite Laba et la Grande Laba, la longueur de la rivière s'établit à 214 km. Si l'on mesure depuis la source de la Grande Laba, on a alors une longueur de 347 km.
En amont de la confluence des deux Laba, la rivière traverse des vallées de montagne, très boisées, appartenant à la réserve naturelle et biosphérique du Caucase, tandis que les zones traversées par la Laba proprement dite sont plutôt dévolues à l'agriculture.
La Laba coule d'abord vers le nord, puis vers le nord-ouest et enfin vers l'ouest et le point de confluence à Oust-Labinsk.

## Régime
La Laba présente un régime nival de faible transition vers un régime pluvial continental.
Le coefficient mensuel de débit maximum survient au mois de juin, ce qui correspond à la fonte des neiges. On constate toutefois un maximum local en octobre. Ce maximum local est dû à une pluviosité de type océanique, plus vigoureuse en automne. Il pourrait être plus important, mais il est modulé par une rétention neigeuse dès le mois d'octobre. De fait, le régime de la Laba n'est pas strictement nival mais plutôt de type nivo-pluvial.
De décembre à février ou mars, la Laba est encombrée de glaces.

## Affluents principaux
Ses principaux affluents sont : le Tchamlyk (droit), le Khodz, le Tchokhrak, l'Oulka, la Guiaga, la Psenafa et la rivière Fars (gauches).